# Costantinella athrix
Costantinella athrix är en svampart som beskrevs av Nannf. 1952. Costantinella athrix ingår i släktet Costantinella och familjen Morchellaceae.   Inga underarter finns listade i Catalogue of Life.